# Хордовая диаграмма

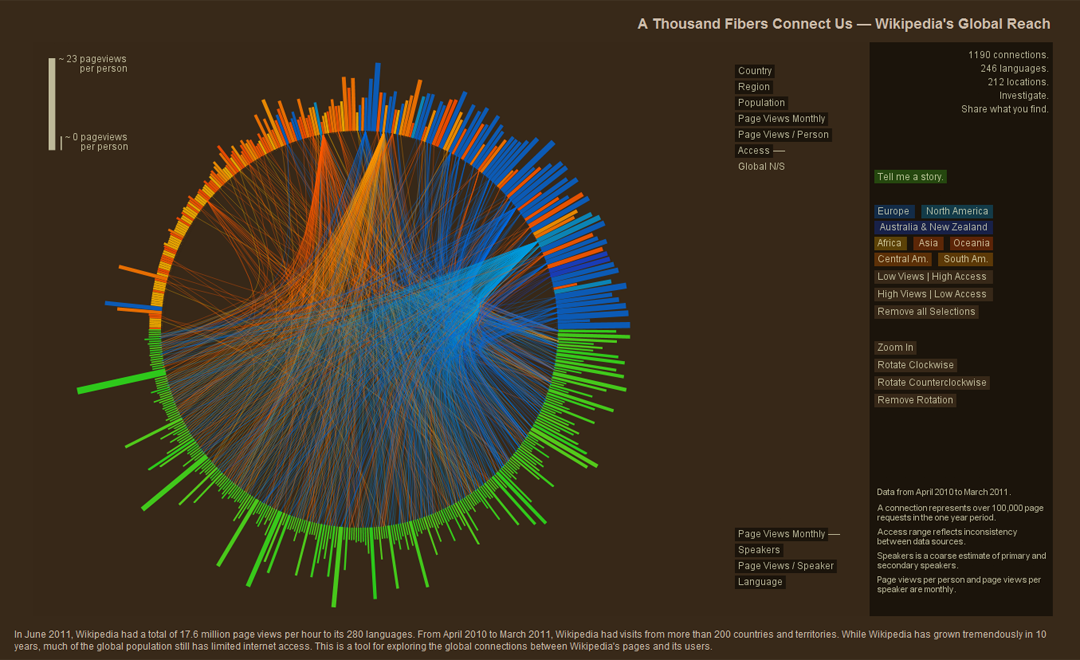
"Тысячи связующих нас нитей — Глобальное достижение Википедии", изображение, победившее в конкурсе по визуализации данных "ВикиВиз 2011". Линии представляют читательскую аудиторию различных языковых версий Википедии (нижняя половина) из разных стран (верхняя половина)

Хордовая диаграмма — метод графического представления связей данных в матрице. При этом значения располагаются по окружности, а связи между ними отображаются в виде хорд, связывающих соответствующие точки этой окружности.
Эстетическая привлекательность сделала такой тип диаграмм популярным в визуализации данных.

## Название
Хордовая диаграмма получила своё название от хорды — понятия, используемого в геометрии. Хорда — отрезок прямой линии, оба конца которого лежат на одной окружности. Встречается название "радиальная сетевая диаграмма".

## История
Впервые этот тип диаграммы был использован в газете Нью Йорк Таймс в инфографике Геном крупным планом